# (4352) Kyoto
(4352) Kyoto est un astéroïde de la ceinture principale.

## Description
(4352) Kyoto est un astéroïde de la ceinture principale. Il fut découvert le 29 octobre 1989 à Dynic par Atsushi Sugie. Il présente une orbite caractérisée par un demi-grand axe de 2,76 UA, une excentricité de 0,20 et une inclinaison de 11,1° par rapport à l'écliptique.

## Nom
L'astéroïde a été nommé pour le 1200ème anniversaire (en 1994), de l'établissement de Kyoto en tant qu'ancienne capitale impériale du Japon par l'empereur Kammu Abritant de nombreux trésors nationaux anciens et lieux historiques, Kyoto a été un centre prospère de la politique, de l'économie et de la culture japonaises et attire aujourd'hui plus de quarante millions de visiteurs venus du monde entier. La société Dynic Corporation (en) a construit l'Observatoire astronomique Dynic et a son siège à Kyoto.

## Compléments